# Puchar Europy w Lekkoatletyce 1967 – eliminacje mężczyzn (Dublin)
Eliminacje pucharu Europy w lekkoatletyce w 1967 mężczyzn odbyły się 24 i 25 czerwca w Dublinie. Były to jedne z trzech zawodów eliminacyjnych. Pozostałe odbyły się w Atenach i Kopenhadze.
Wystąpiły trzy zespoły, z których zwycięzca awansował do półfinału w Sztokholmie.

## Klasyfikacja generalna
| Poz. | Reprezentacja | Punkty |
| ---- | ------------- | ------ |
| 1    | Belgia        | 55     |
| 2    | Irlandia      | 38,5   |
| 3    | Islandia      | 26,5   |

## Wyniki indywidualne
Kolorem oznaczono zawodników reprezentujących zwycięską drużynę.

### Bieg na 100 metrów
| Lp. | Państwo  | Zawodnik              | Wynik |
| --- | -------- | --------------------- | ----- |
| 1.  | Belgia   | Paul Poels            | 10,8  |
| 2.  | Irlandia | Iggy Ó Muircheartaigh | 11,1  |
| 3.  | Islandia | Ólafur Guðmundsson    | 11,6  |

### Bieg na 200 metrów
| Lp. | Państwo  | Zawodnik              | Wynik  |
| --- | -------- | --------------------- | ------ |
| 1.  | Belgia   | Herman Van Coppenolle | 21,3 = |
| 2.  | Irlandia | Iggy Ó Muircheartaigh | 22,2   |
| 3.  | Islandia | Ólafur Guðmundsson    | 23,1   |

### Bieg na 400 metrów
| Lp. | Państwo  | Zawodnik               | Wynik |
| --- | -------- | ---------------------- | ----- |
| 1.  | Irlandia | Noel Carroll           | 47,3  |
| 2.  | Belgia   | Willy Vandenwyngaerden | 47,6  |
| 3.  | Islandia | Þorsteinn Þorsteinsson | 48,6  |

### Bieg na 800 metrów
| Lp. | Państwo  | Zawodnik               | Wynik  |
| --- | -------- | ---------------------- | ------ |
| 1.  | Irlandia | Noel Carroll           | 1:48,4 |
| 2.  | Belgia   | André Dehertoghe       | 1:49,4 |
| 3.  | Islandia | Þorsteinn Þorsteinsson | 1:50,2 |

### Bieg na 1500 metrów
| Lp. | Państwo  | Zawodnik             | Wynik  |
| --- | -------- | -------------------- | ------ |
| 1.  | Belgia   | Edgard Salvé         | 3:49,0 |
| 2.  | Irlandia | Junior Cummins       | 3:52,4 |
| 3.  | Islandia | Halldór Guðbjörnsson | 3:52,4 |

### Bieg na 5000 metrów
| Lp. | Państwo  | Zawodnik        | Wynik   |
| --- | -------- | --------------- | ------- |
| 1.  | Belgia   | Gaston Roelants | 13:59,8 |
| 2.  | Irlandia | Richard Hodgins | 14:50,4 |
| 3.  | Islandia | T. Arnórsson    | 16:09,4 |

### Bieg na 10 000 metrów
| Lp. | Państwo  | Zawodnik        | Wynik   |
| --- | -------- | --------------- | ------- |
| 1.  | Belgia   | Gaston Roelants | 29:14,8 |
| 2.  | Irlandia | Donald Walsh    | 31:39,2 |
| 3.  | Islandia | A. Levy         | 36:32,2 |

### Bieg na 110 metrów przez płotki
| Lp. | Państwo  | Zawodnik          | Wynik |
| --- | -------- | ----------------- | ----- |
| 1.  | Belgia   | Wilfried Geeroms  | 14,5  |
| 2.  | Irlandia | Paul Griffin      | 15,7  |
| 3.  | Islandia | Sigurður Lárusson | 16,3  |

### Bieg na 400 metrów przez płotki
| Lp. | Państwo  | Zawodnik             | Wynik |
| --- | -------- | -------------------- | ----- |
| 1.  | Belgia   | Wilfried Geeroms     | 52,7  |
| 2.  | Irlandia | John McDermott       | 56,1  |
| 3.  | Islandia | Halldór Guðbjörnsson | 59,0  |

### Bieg na 3000 metrów z przeszkodami
| Lp. | Państwo  | Zawodnik             | Wynik  |
| --- | -------- | -------------------- | ------ |
| 1.  | Belgia   | Eddy Van Butsele     | 8:53,4 |
| 2.  | Irlandia | Jim McNamara         | 9:14,4 |
| 3.  | Islandia | Halldór Guðbjörnsson | 9:44,2 |

### Sztafeta 4 × 100 metrów
| Lp. | Państwo  | Zawodnicy                                                            | Wynik |
| --- | -------- | -------------------------------------------------------------------- | ----- |
| 1.  | Belgia   | Paul Poels Herman Van Coppenolle Ignace Van der Cam Wilfried Geeroms | 41,5  |
| 2.  | Irlandia | Iggy Ó Muircheartaigh Joe Cummiskey Ciaran Coakley J. Cashel Riordan | 42,4  |
| 3.  | Islandia | Ólafur Guðmundsson Poulaksson Þorsteinn Þorsteinsson Ragnarsson      | 46,1  |

### Sztafeta 4 × 400 metrów
| Lp. | Państwo  | Zawodnicy                                                                 | Wynik  |
| --- | -------- | ------------------------------------------------------------------------- | ------ |
| 1.  | Belgia   | Willy Vandenwyngaerden De Mey Willy Mertens Wilfried Geeroms              | 3:14,4 |
| 2.  | Irlandia | Noel Carroll Iggy Ó Muircheartaigh Eamonn O’Keeffe J. Cashel Riordan      | 3:18,6 |
| 3.  | Islandia | Halldór Guðbjörnsson Þorsteinn Þorsteinsson Ólafur Guðmundsson Þorláksson | 3:28,8 |

### Skok wzwyż
| Lp. | Państwo  | Zawodnik        | Wynik |
| --- | -------- | --------------- | ----- |
| 1.  | Islandia | Jón Ólafsson    | 1,95  |
| 2.  | Belgia   | Freddy Herbrand | 1,86  |
| 3.  | Irlandia | Jim Russell     | 1,83  |

### Skok o tyczce
| Lp. | Państwo  | Zawodnik        | Wynik |
| --- | -------- | --------------- | ----- |
| 1.  | Belgia   | Paul Coppejeans | 4,40  |
| 2.  | Irlandia | Liam Gleeson    | 3,50  |
| 3.  | Islandia | Pall Eriksson   | 3,50  |

### Skok w dal
| Lp. | Państwo  | Zawodnik           | Wynik |
| --- | -------- | ------------------ | ----- |
| 1.  | Belgia   | Jean Debroux       | 6,97  |
| 2.  | Islandia | Ólafur Guðmundsson | 6,96  |
| 3.  | Irlandia | Hugo Duggan        | 6,69  |

### Trójskok
| Lp. | Państwo  | Zawodnik         | Wynik |
| --- | -------- | ---------------- | ----- |
| 1.  | Belgia   | Roger Lespagnard | 14,21 |
| 2.  | Irlandia | David Martin     | 13,59 |
| 3.  | Islandia | Jón Ólafsson     | 13,50 |

### Pchniecie kulą
| Lp. | Państwo  | Zawodnik              | Wynik |
| --- | -------- | --------------------- | ----- |
| 1.  | Islandia | Guðmundur Hermannsson | 17,77 |
| 2.  | Belgia   | Bertrand De Decker    | 16,04 |
| 3.  | Irlandia | Phil Conway           | 15,52 |

### Rzut dyskiem
| Lp. | Państwo  | Zawodnik              | Wynik |
| --- | -------- | --------------------- | ----- |
| 1.  | Belgia   | Robert Van Schoor     | 49,02 |
| 2.  | Islandia | Erlendur Valdimarsson | 47,72 |
| 3.  | Irlandia | Phil Conway           | 45,18 |

### Rzut młotem
| Lp. | Państwo  | Zawodnik         | Wynik |
| --- | -------- | ---------------- | ----- |
| 1.  | Irlandia | Paul Healion     | 54,00 |
| 2.  | Belgia   | Marcel Hertogs   | 53,77 |
| 3.  | Islandia | Jón H. Magnússon | 51,33 |

### Rzut oszczepem
| Lp. | Państwo  | Zawodnik      | Wynik |
| --- | -------- | ------------- | ----- |
| 1.  | Belgia   | Guy Van Zeune | 64,65 |
| 2.  | Irlandia | Denis Toomey  | 60,30 |
| 3.  | Islandia | Björgvin Hólm | 51,97 |